# Gustav Adolf Falk

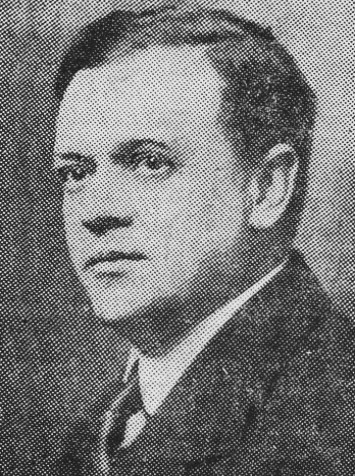
Gustav Adolf Falk

Gustav Adolf Falk, född 23 september 1882 i Stockholm, död 10 maj 1925 i Tullinge, var en svensk arkitekt.

## Biografi

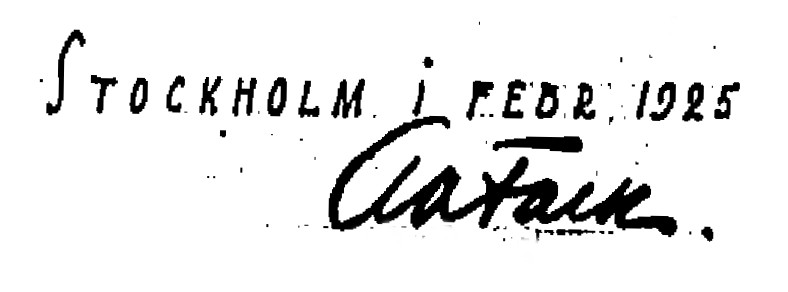
G A Falk, ritningssignatur

År 1902 påbörjade han studier vid Byggnadsyrkesskolan vid Tekniska skolan i Stockholm, och var 1903–1905 tillfällig elev vid Kungliga Tekniska högskolan. Han påbörjade därefter en anställning på arkitektkontor men drev från 1911 fram till sin död egen verksamhet
Hans genombrott som arkitekt kom 1909 då han vann omtävlingen kring en ny kyrkobyggnad för Svenska Sofiaförsamlingen i Paris, vilken även utfördes. År 1915 vann han arkitekttävlingen kring Odinskolan i Göteborg, vilken uppfördes enligt förslaget det följande året. Bland Falks verk finns flera fastigheter på Tysta gatan i Stockholm och hyreshus på Östermalm. Tillsammans med Knut Nordenskjöld stod Falk bakom ombyggnaden av Banérska palatset. De båda ritade tillsammans ett flertal hyreshus i staden samt Sankt Olovs kyrka i Skellefteå (efter arkitekttävling), vilken dock färdigställdes efter Falks tidiga bortgång.
Gustav Adolf Falk är gravsatt på Botkyrka kyrkogård.

## Bildgalleri

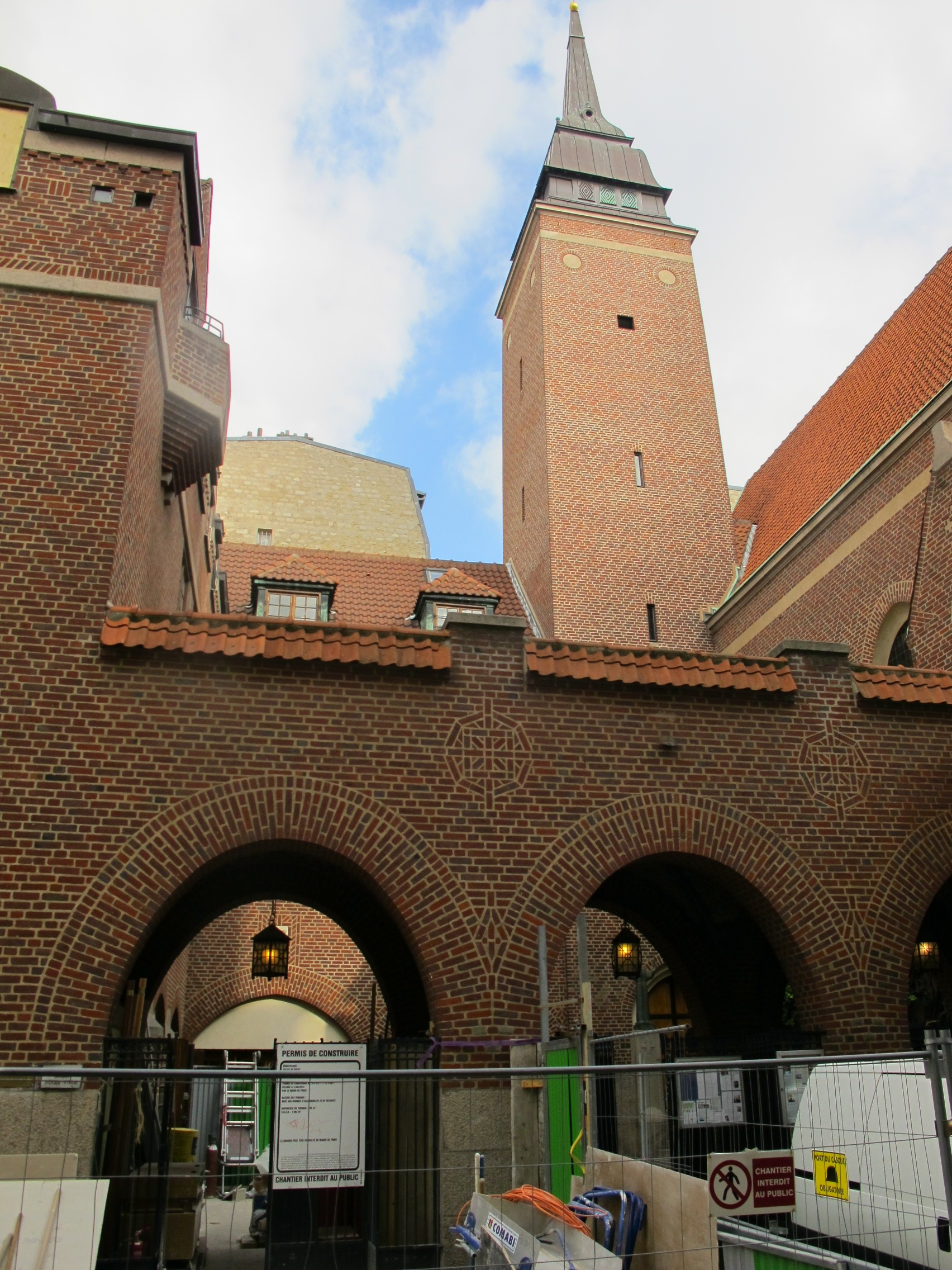
Svenska kyrkan, Paris
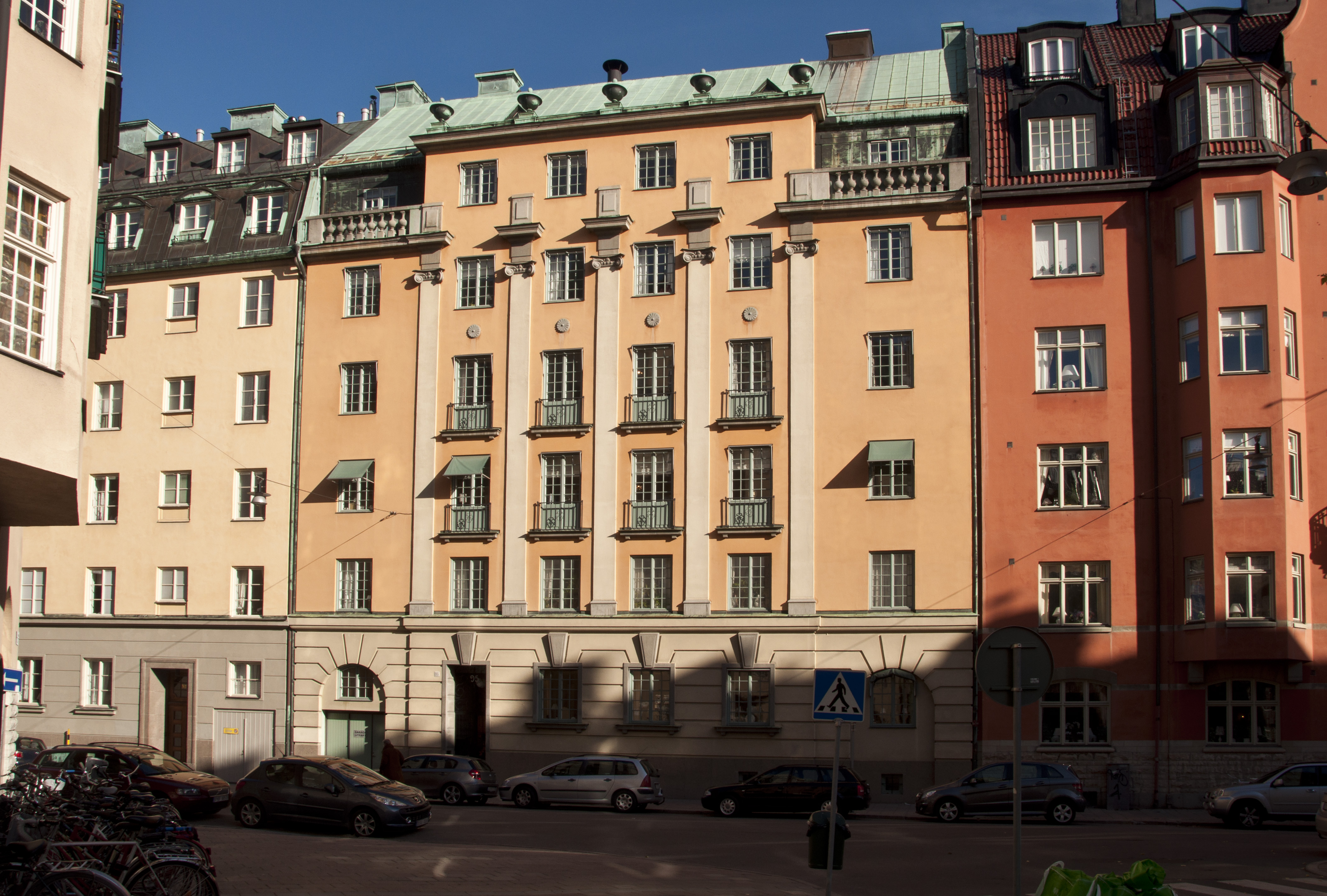
Östermalmsgatan 95, Stockholm
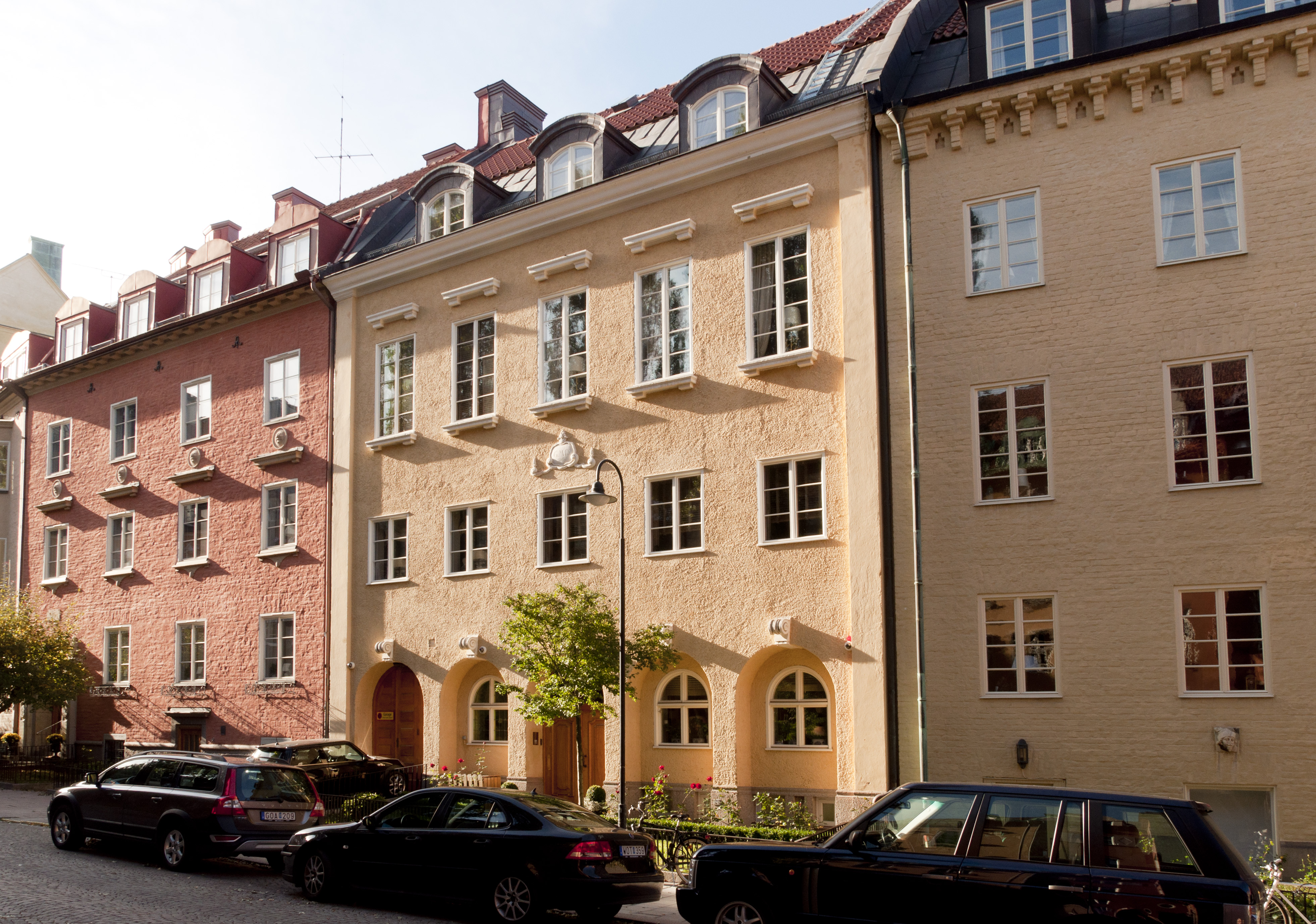
Tysta gatan 7, Stockholm
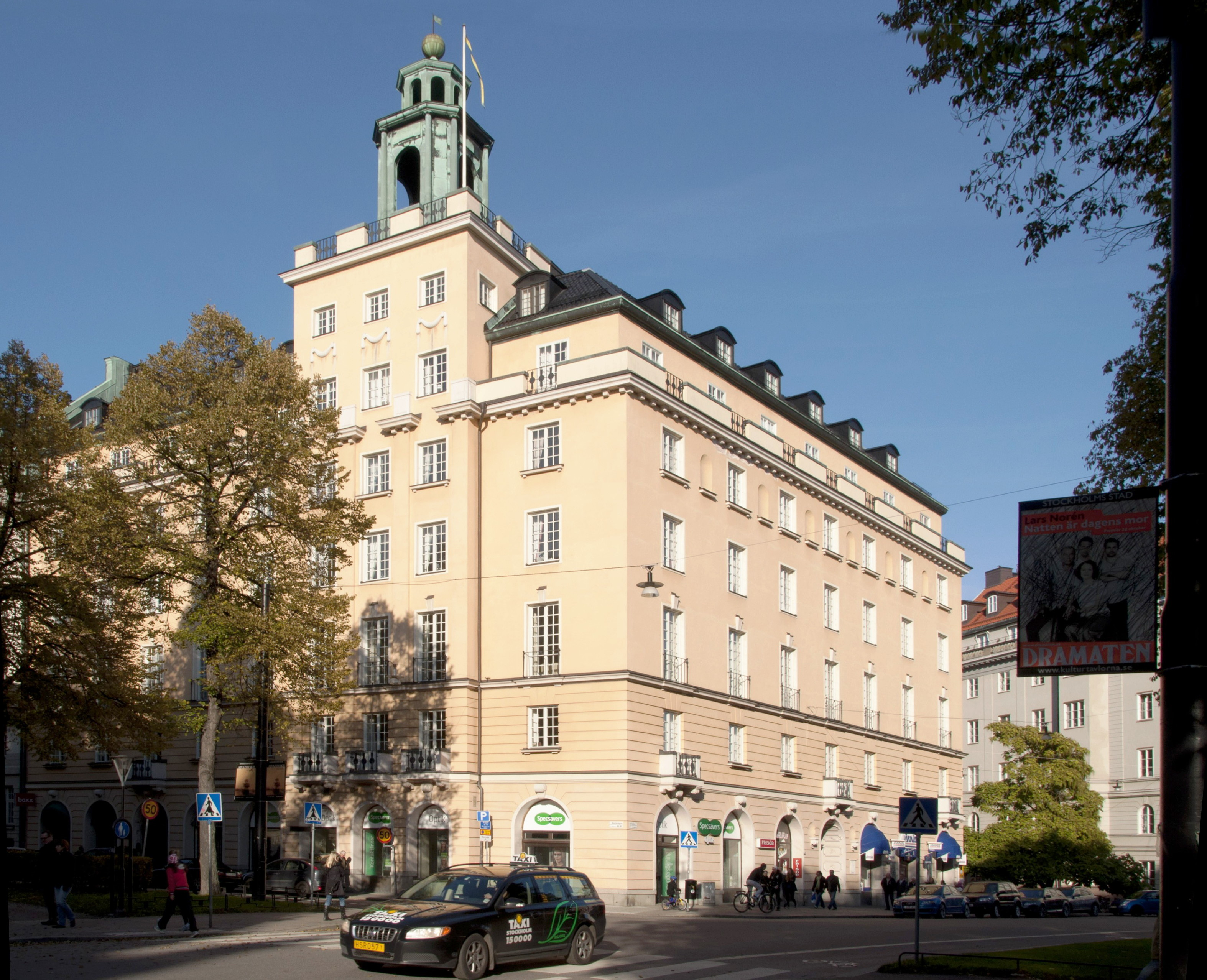
Karlaplan 7 Stockholm (Vedbäraren 19).
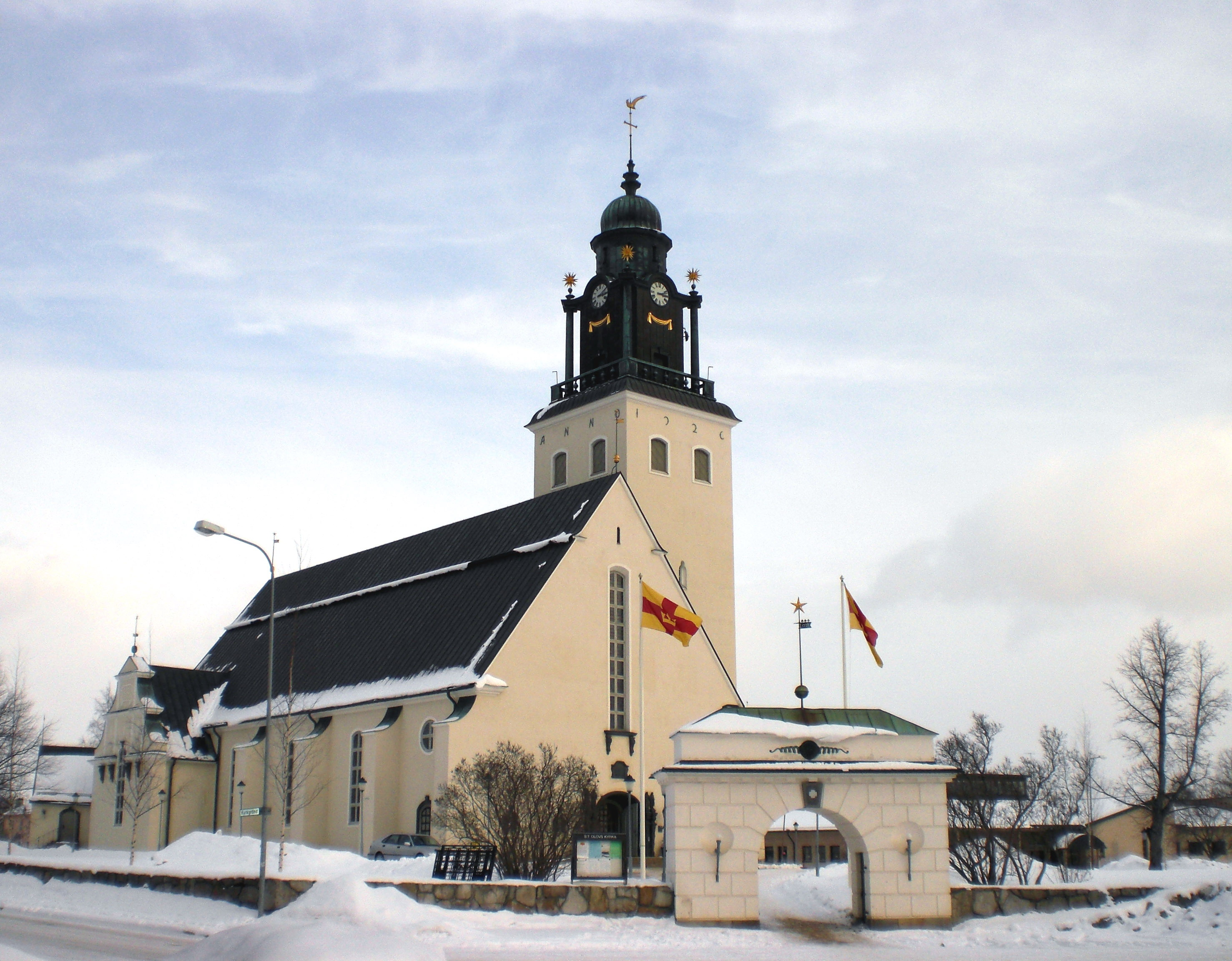
Sankt Olovs kyrka, Skellefteå